# Zeeleeuw (schip, 1977)
De Zeeleeuw werd gebouwd als loodsboot in 1977 onder de naam Loodsboot 2. Het schip was zowel vanuit Oostende als vanuit Vlissingen operationeel.
In 2000 werd het vaartuig omgebouwd tot onderzoeksschip. VLOOT dab, reder van de Vlaamse overheid was verantwoordelijk voor de operationaliteit van het vaartuig en het VLIZ, Vlaams Instituut voor de Zee, was verantwoordelijk voor het wetenschappelijke programma en het beheer van de onderzoeksapparatuur. De RV Zeeleeuw werd onder andere ingezet voor de monitoring van zeevogels en zeezoogdieren, het in kaart brengen van de mariene biodiversiteit rond scheepswrakken en windmolens, het verzamelen van data rond de impact van polluenten op het mariene milieu, evenals voor langetermijnmonitoringscampagnes die veranderingen in het zeewater opvolgen.
In de periode van ruim 10 jaar als onderzoeksschip werd zo'n 155 000 km afgelegd in het kader van zeewetenschappelijk onderzoek, in de Zuidelijke Bocht van de Noordzee. Circa 1100 wetenschappers, technici en duikers verrichtten activiteiten aan boord en nog eens 4500 leerlingen en studenten konden kennismaken met het varende schip en de zeewetenschappen.
Na meer dan 10 jaar dienst als onderzoeksschip, was er nood aan een modern en goed uitgerust vaartuig, met een geringe diepgang en een vlotte toegang tot de ondiepe kustwateren van de Zuidelijke Bocht van de Noordzee en aanpalende riviermondingen. De Zeeleeuw werd in 2012 vervangen door het multidisciplinair kustonderzoeksvaartuig Simon Stevin.
De Zeeleeuw werd op 3 mei 2013 door de Vlaamse overheid geschonken aan de Keniaanse overheid. Het vaartuig werd omgedoopt tot Mtafiti, Swahili voor ‘onderzoeker’. Het schip wordt in Kenia eveneens ingezet voor zeewetenschappelijk onderzoek en wordt beheerd door het Kenya Marine and Fisheries Research Institute (KMFRI). De aanwezigheid van een onderzoeksschip in de West-Indische Oceaan vormt er een mijlpaal voor het marineonderzoek.